# دبیرستان فیروزبهرام
دبیرستان فیروزبهرام یکی از دبیرستان‌های تاریخی و زرتشتی شهر تهران است که در خیابان میرزا کوچک خان واقع است. این دبیرستان ۹۳ سال پیش تأسیس شد. این دبیرستان از لحاظ علمی با دبیرستان البرز رقابت می‌کرد و طی این سال‌ها افراد مشهور علمی و سیاسی در آن تحصیل کرده‌اند. هزینهٔ ساخت این دبیرستان توسط شخصی بنام بهرامجی بیکاجی که یکی از زرتشتیان سرشناس هند بود، پرداخت و به یادگار فرزند مرحومش، فیروز بهرام بیکاجی، فیروز بهرام نامگذاری شد. این دبیرستان در تاریخ ۲۶ آبان ۱۳۷۸ با شمارهٔ ۲۴۹۴، در فهرست آثار ملی قرار گرفت. فیروزبهرام در ۱۳ اردیبهشت ۱۳۹۶ به عنوان دبیرستان ماندگار شناخته شد.

## پیشینه
فیروز بهرام بیکاجی فرزند یکی از زرتشتیان سرشناس و ثروتمند هند، به نام بهرامجی بیکاجی بود. فیروز در شهریور ۱۲۷۴ خورشیدی در هندوستان زاده شد و تحصیلات خود را در انگلستان ادامه داد. او در ۸ دی ۱۲۹۴ و در جریان جنگ جهانی اول هنگام سفر در دریای مدیترانه، به دلیل اصابت اژدر به کشتی‌اش غرق شد.
در سال ۱۳۱۱، بهرامجی بیکاجی با صرف هزینهٔ حدوداً ۷۰ هزار روپیه بنایی را به یاد فرزند مرحوش بر روی قطعه زمینی متعلق به انجمن زرتشتیان تهران ساخت و نام آن را دبیرستان فیروز بهرام گذاشت.
مراسم کلنگ‌زنی این دبیرستان در ۱۸ اردیبهشت ۱۳۱۱ خورشیدی با برپایی جشنی بر روی زمین انجمن زرتشتیان برگزار شد و سنگ بنای آن به دست نیرالملک هدایت که در آن زمان وزیر معارف بود، گذاشته شد. در این مراسم دینشاه ایرانی (رئیس وقت انجمن زرتشتیان ایران بمبئی) و رابیندرانات تاگور (شاعر و فیلسوف هندی) و چند تن از وزرا و بزرگان زرتشتی حضور داشتند.
ساختمان دبیرستان فیروزبهرام با سرپرستی اردشیر کیامنش و با راهنمایی ارباب کیخسرو شاهرخ در کمتر از ۹ ماه ساخته شد و در ۲ دی ۱۳۱۱ گشایش یافت. این دبیرستان در آغاز دخترانه بود، و پس از ساخته شدن دبیرستان انوشیروان دادگر و انتقال دانش‌آموزان دختر به آن، به یک دبیرستان پسرانه تبدیل شد.
نخستین مدیر این دبیرستان، سهراب سفرنگ نام داشت که به مدت یازده سال مدیریت دبیرستان را به عهده داشت، در ابتدا ۵۷۵ نفر در آن تحصیل می‌کردند که ۱۵۴ تن از آنان زرتشتی بودند.
فیلم مستند "فانوس گلستان" (درباره زندگی، اندیشه، آثار و افتخارات استاد دکتر پرویز شهریاری) به تهیه‌کنندگی و کارگردانی "میلاد روبرت درویش" در سال ۱۳۸۴ خورشیدی در دبیرستان فیروز بهرام تولید شد که پس از نمایش در جشنواره‌های مختلف، در تلویزیون بی‌بی‌سی فارسی پخش گردید که در این فیلم با دکتر فیروز نادری (از مدیران ارشد ناسا) نیز گفتگو شده بود که دربارهٔ پرویز شهریاری (دبیر برجستهٔ فیروز بهرام) صحبت کرد.

## معماری

تصویری از مراسم کلنگ زنی فیروز بهرام با حضور کیخسرو شاهرخ

معماری این دبیرستان به دورهٔ رضاشاه بر می‌گردد. ویژگی‌های معماری این دبیرستان همچون ساختمان کتابخانهٔ مجلس و ساختمان مرکزی بانک ملی نشان از سرپرستی کیخسرو شاهرخ بر ساخت آن دارد. معمار دبیرستان فیروز بهرام جعفرخان معمارباشی بود که در طراحی آن از اسلوب‌های هخامنشی استفاده کرده‌است. این بنای تاریخی همچون کاخ شهربانی و سردر باغ ملی تلفیقی از معماری اروپایی و معماری کهن ایرانی است که به سبک معماری نئوکلاسیک مشهور است. قرینه‌سازی در سه نمای شمالی، جنوبی و شرقی بنا به چشم می‌خورد. فرم گچ‌بری‌های بکار رفته در سقف این دبیرستان از جمله موارد ارزشمند معماری آن شمرده می‌شود.
نمای آجری ساختمان به پیروی از تقارنی که در بدنهٔ ساختمان مشاهده می‌شود، کاملاً متقارن است. پنجره‌های قاب‌شده در تمام نما تکرار شده‌اند و قوس‌های به‌کاررفته در آنها، نشان از معماری قاجاری دارد. علاوه بر آجر، از مصالحی چون کاشی، سنگ و گچ نیز در طراحی نمای ساختمان استفاده شده‌است. در ورودی راهروی دبیرستان، سنگ بنایی به طول تقریبی ۱/۵ متر و عرض ۱ متر از جنس مرمر نصب شده‌ و در آن متن زیر از قول کیخسرو شاهرخ با خط نستعلیق حک گردیده‌است:

اهورا

این دبیرستان که از دهش رادمنش بهرام‌جی بیکاجی بیادگارِ فرزند روانشادش فیروز که در آغاز شهریور ۱۲۷۴ خورشیدی برابر ۲۲ اوت ۱۸۹۵ میلادی در بمبئی زاییده شده و در هشتم دیماه ۱۲۹۴ برابر با ۲۹ دسامبر ۱۹۱۵ جهان را بدرود گفته‌است، بنام دبیرستان فیروز بهرام در ۱۸ اردیبهشت ۱۳۱۱ خورشیدی بر روی زمین انجمن زرتشتیان پایه‌گذارده شده و به سرپرستی نیک‌اندیش اردشیر کیامنش ساخته و به رهنمونی و دستیاری این بنده آغاز و انجام و در دوم دیماه ۱۳۱۱ خورشیدی گشایش یافته برای برخورداری نونهالان و پاس و پایندگی جاویدانی به انجمن زرتشتیان تهران برگزار شد.

کیخسرو شاهرخ

در ضلع غربی دبیرستان، ساختمانی ۲ طبقه با ۴ اتاق وجود دارد که در سال ۱۳۲۵ توسط شخصی بنام اردشیر آذرگشسب به یاد فرزندش اسفندیار که در ۱۴ سالگی بر اثر حادثه فوت کرده، ساخته شد تا برای آموزش دانش‌آموزان بکار گرفته شود. این بنا، ساختمان اسفندیار نام دارد که در حال حاضر جزئی از دبیرستان فیروز بهرام بوده و به آن متصل است. بنای این ساختمان به صورت مکعب و مستطیل می‌باشد در نما از آجر مهردار و کاشی لعابدار استفاده شده است اکثر قوسها به صورت جناغی و از سر ستونهای دوریک وکورنتین استفاده شده است پلان ساختمان متقارن و برونگرا می‌باشد. طراحی این ساختمان، تلفیقی از شیوه اصفهانی و سبک نئوکلاسیک غربی استفاده شده است؛ البته در ورودی ضلع جنوب و بالای سر در ورودی از بالکن با قوسهای هندی و نرده چوبی استفاده شده است که شاید تاکیدی بریاد بنیانگذار آن که زاده هند بوده است دارد. 

## انجمن ادبی

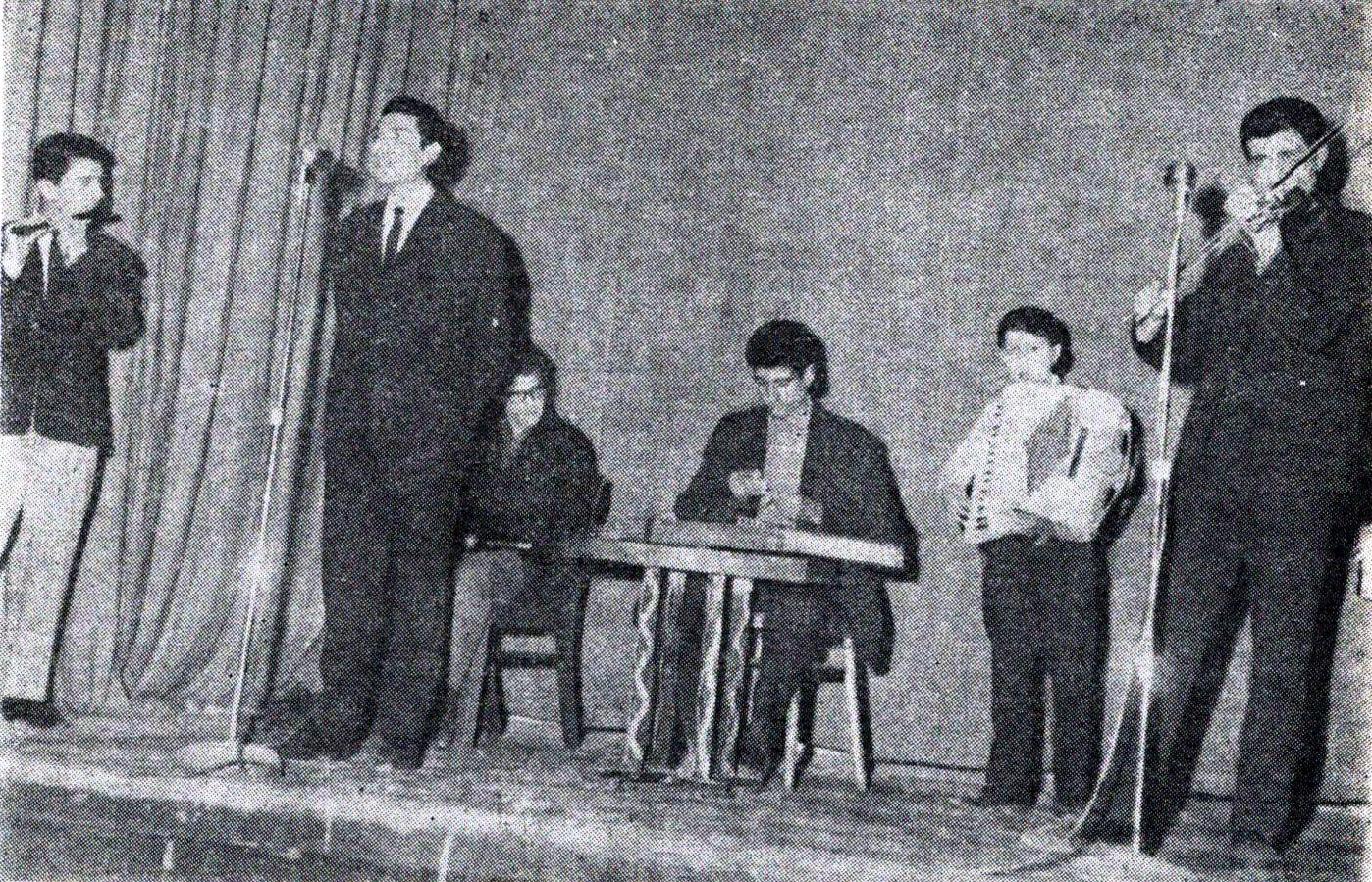
اجرای موسیقی توسط دانش‌آموزان فیروزبهرام، سال ۱۳۴۴

انجمن ادبی دبیرستان فیروز بهرام برای اولین بار در سال تحصیلی ۱۳۲۰–۱۳۱۹ به اصرار چند تن از دانش‌آموزان و با موافقت کمال‌الدین جناب که آن زمان ریاست دبیرستان را برعهده داشت تشکیل شد. اولین رئیس این انجمن اسماعیل پور والی بود که بعدها سردبیر روزنامه روزگار نو شد.
این انجمن دارای کمیسیون‌های مختلفی بود و هر کمیسیون رئیسی داشت که بر اساس انتخابات دانش‌آموزی رای‌گیری و انتخاب می‌شد.
1. کمیسیون نمایش، که هر ساله نمایش‌هایی را با مشارکت و بازیگری دانش‌آموزان دبیرستان بر روی صحنه اجرا می‌کرد. در سال ۱۳۲۳ این کمیسیون با کمک غلامحسین صالحیار و منوچهر انور تشکیل شد.[۱۶]
2. کمیسیون موسیقی که خود به دو گروه موسیقی شرقی و موسیقی غربی تقسیم‌بندی می‌شد و به اجرای موسیقی در برنامه‌های دبیرستان می‌پرداخت.
3. کمیسیون نشریه که هرساله مجله و نشریاتی را در خصوص اخبار و اتفاقات دبیرستان منتشر می‌کرد، نشریات آذرخش، شعله بهرام و سالنامه‌های فیروز بهرام نام تعدادی از آنهاست. هم‌اکنون نیز دبیرستان دارای دو هفته‌نامه است که توسط مدیران، دبیران و دانش‌آموزان آن منتشر می‌شود.
4. کمیسیون هنرهای زیبا که به پرورش استعداد دانش‌آموزان در زمینه نقاشی می‌پرداخت.
5. کمیسیون کتابخانه که به مدیریت کتابخانه دبیرستان می‌پرداخت که در دوره‌ای ریاست این کمیسیون را ایرج افشار در زمان تحصیلش در فیروز بهرام برعهده داشت.[۱۷]

انجمن ادبی فیروز بهرام در هر سال تحصیلی دو یا سه شخصیت سیاسی یا فرهنگی را به دبیرستان دعوت می‌کرد تا برای دانش‌آموزان سخنرانی کنند. برای نمونه می‌توان به حضور احمد افشار شیرازی و حاج‌علی رزم‌آرا در این سخنرانی‌ها اشاره کرد. فرزندان رزم‌آرا در فیروز بهرام تحصیل می‌کردند و او معمولاً با لباس شخصی برای سخنرانی‌ها در این دبیرستان حاضر می‌شد.

## امکانات
این دبیرستان مجهز به کتابخانه، تالار گردهمایی مجهز به سیستم‌های صوتی و تصویری، آزمایشگاه‌های فیزیک و شیمی، و کارگاه کامپیوتر است. کتابخانه فیروز بهرام حدود ۲۵۰۰ جلد کتاب دارد و موضوعات گوناگونی چون علوم ریاضی و فیزیک، ادبیات، فلسفه، هنر و رمان را شامل می‌شود. قسمتی در این کتابخانه به نگهداری نشریات داخلی منتشر شده در دبیرستان، پایان‌نامه و تحقیقات دانشجویان رشته‌های معماری و مرمت آثار تاریخی با موضوع دبیرستان فیروز بهرام اختصاص داده شده‌است. این کتابخانه در سال ۱۳۷۷ با دهش مهربان و گلی فرهنگی و بنامگه مهربان رستم فرهنگی بازگشایی شد.

## مرمت و نوسازی
نخستین بار در سال ۱۳۷۷ خورشیدی، ساختمان این دبیرستان با یاری دو برادر به نام‌های فریدون و مهربان زرتشتی، و با همت رستم فرخنده و همیاری انجمن زرتشتیان تهران، زیر نظر سازمان میراث فرهنگی کشور به‌طور کامل مرمت و نوسازی شد. در این پروژه سقف‌ها، دیوارها، کاشی‌کاری و کتیبه‌های نما، گچ‌کاری‌ها و فرش کف‌ها و در و پنچره‌های چوبی مورد بازبینی و بازسازی اساسی قرار گرفتند در سال ۱۳۹۱ آزمایشگاه شیمی دبیرستان توسط خانواده آرش جاماسب‌نژاد بیاد فرزند مرحوشان، بازسازی شد. در سال ۱۳۹۲ کارگاه رایانه، فیروز بهرام با تلاش و هزینه فرزندان بهرام بهرامی به نامگانه ایشان بازسازی و بازگشایی شد.

## جشن هشتاد سالگی
در ۷ دی‌ماه ۱۳۹۱، جشن هشتاد سالگی بنیان‌گذاری فیروزبهرام در تالار این دبیرستان برگزار شد که تعداد زیادی از مدیران، استادها، کارمندان، دانش‌آموختگان پیشین و دانش‌آموزان این دبیرستان حضور داشتند. در این جشن، چهار نسل از دانش آموختگان دبیرستان حضور داشتند و به تعریف یادها و خاطرها پرداختند. کیک هشتاد سالگی دبیرستان نیز در این مراسم توسط نمایندگان نسل‌های مختلف بریده شد.

### نشان فیروزبهرام
در روز برگزاری جشن هشتاد سالگی دبیرستان فیروزبهرام، صادق سمیعی (رئیس هیئت مدیره جامعه فیروزبهرام) در مورد نشان فیروزبهرام و دلایل به وجود آمدن این نشان صحبت کرد و با دعوت از علی نقی فرمانفرمایان (از قدیمی‌ترین دانش آموختگان فیروزبهرام - ۱۳۱۹ خورشیدی) و خداداد شهریار زاده (مدیر دو سال آغازین انقلاب) و منوچهر جاوید (مدیر وقت دبیرستان) اقدام به رونمایی از نشان فیروزبهرام کردند.
این نشان به صورت پلاک سینه (بج) و به رنگ طلایی توسط تاده کشیش (دانش‌آموخته پیشین فیروزبهرام) طراحی و ساخته شده‌است.

## مشاهیر
مشاهیر این دبیرستان شامل دانش آموختگان، دبیران، مربیان و مدیران این دبیرستان هستند که در میان آن‌ها می‌توان به افراد زیر اشاره کرد:
- ابراهیم ویکتوری (پژوهشگر فضایی، نویسنده)
- احمد شاملو[۲۳] (شاعر)
- اسماعیل پوروالی (روزنامه‌نگار و سردبیر روزنامه روگار نو)[۱۱]
- انوشیروان هدایت (از شاگردان یحی عدل و پایه‌گذار بخش جراحی بیمارستان شریعتی)[۲۴]
- ایرج افشار (ریاست کتابخانه ملی ایران و مرکز اسناد دانشگاه تهران)[۲۵]
- بابک افشار (موسیقیدان و آهنگساز)[۲۶]
- بوذرجمهر مهر[۲۳] (پزشک و نماینده مجلس)
- بیژن جلالی (شاعر)
- پرویز ثابتی (مدیرکل اداره سوم ساواک)
- پرویز شهریاری[۲۳](ریاضی‌دان و از چهره‌های ماندگار)
- پرویز صانع (ریاست دانشکده حقوق دانشگاه ملی ایران)[۲۷]
- پرویز مینا (از مدیران رده بالای شرکت نفت)[۲۸]
- تورج نگهبان (شاعر، ترانه‌سرا و نویسنده)[۲۹]
- جواد منصور[۳۰]
- حسن‌علی منصور (نخست‌وزیر دوران پهلوی)
- حسین فکری (سر مربی سابق تیم فوتبال ایران)[۱۱]
- حمید عنایت (پژوهشگر حوزه علوم سیاسی)[۳۱]
- حمیدرضا پهلوی (آخرین فرزند رضا شاه پهلوی)[۳۲][سال مشخص نشده]
- رستم شهزادی (سخنران، نویسنده و مؤبد موبدان زرتشتی)[۳۳]
- داوود هرمیداس باوند[۳۴]
- سبکتکین سالور (نویسنده و فیلمنامه‌نویس)
- سپهبد خاتم[۳۵]
- سروش حبیبی (مترجم)
- سیّد حسین نصر[۳۶] (ریاست دانشگاه شریف)
- سیروس ذکا (مترجم و روزنامه‌نگار)
- شاپور ریپورتر (رئیس شبکه سازمان اطلاعاتی بریتانیا در ایران)[۳۷]
- شمس الدین مفیدی (وزیر سابق علوم و آموزش عالی)[۳۸]
- عزت‌الله فولادوند (مترجم نامی آثار فلسفی)[۳۹]
- عباس اکرامی (روزنامه‌نگار مربی فوتبال و بنیان‌گذار باشگاه شاهین تهران)[۴۰]
- عبدالرضا انصاری (وزیر کشور دوران پهلوی)[۴۱]
- عزّت الله نگهبان (پدر باستان‌شناسی ایران)
- علی جوان (نفر دوازدهم در لیست ۱۰۰ نابغه برتر زنده جهان، مخترع لیزر گازی)
- علی نخجوان (اولین فرمانده پدافند هوایی ایران)[۴۲]
- غلامحسین صالحیار (روزنامه‌نگار)[۱۱]
- علاءالدین پازارگادی (نویسنده و مترجم)[۱۱]
- فرهنگ مهر (ریاست سابق دانشگاه پهلوی شیراز)[۴۳]
- فریدون رهنما (سینماگر)[۴۴]
- فریدون مجلسی (دیپلمات سابق وزارت امورخارجه)[۴۵]
- کمال الدین جناب[۴۶](از مدیران دبیرستان و پیشگام فیزیک هسته‌ای ایران)
- لوریس چکناوریان (آهنگ ساز و رهبر ارکستر)[۴۷]
- لوون هفتوان (بازیگر و کارگردان ایرانی مسیحی)[۴۸]
- محمد نوری[۲۳] (خواننده)
- محمد سریر (موسیقی دان و رئیس خانه موسیقی ایران)[۴۹]
- محمدعلی حکیم الهی فریدنی (ادیب، شاعر و از دانشمندان و فرهنگیان مشهور)[۵۰]
- مسعود برزین (روزنامه‌نگار و رئیس سابق رادیو و تلویزیون ملی ایران)
- منوچهر شاهقلی (وزیر سابق بهداری)
- منوچهر جمالی (فیزیکدان، فیلسوف، شاعر، تاریخدان و پژوهشگر)
- منوچهر انور (کارگردان، نویسنده، گوینده و مترجم)[۵۱]
- مهرداد بهار (نویسنده و پژوهشگر)
- مهرداد پهلبد (وزیر سابق فرهنگ و هنر ایران)[۵۲]
- نعمت‌الله مین باشیان[۳۰]
- هاشم رضی (ایران‌شناس)[۱۱]
- هانیبال الخاص[۵۳] (آغازگر طراحی فیگوراتیو در نقاشی نوگرا)
- هژبر یزدانی (سرمایه‌دار مشهور در دوران پهلوی)
- هوشنگ صانعی (معاون سابق دانشکدهٔ هنرهای زیبا و معماری دانشگاه تهران)[۳۵]
- هوشنگ کاووسی[۵۴] (کارگردان، نویسنده و منتقد سینما)
- هوشنگ نهاوندی (وزیر علوم و ریاست دانشگاه تهران در دوران پهلوی)
- یحیی ذکا (ایران‌شناس و پژوهشگر تاریخ ایران)[۵۵]
- علینقی عالیخانی (وزیر اقتصاد)

## نگارخانه

مراسم کلنگ زنی دبیرستان فیروزبهرام
تعدادی از دانش‌آموزان در حال ورزش کردن در حیاط پشتی
عکس قدیمی از ضلع غربی دبیرستان فیروزبهرام پیش از آنکه ساختمان اسفندیار ساخته شود.
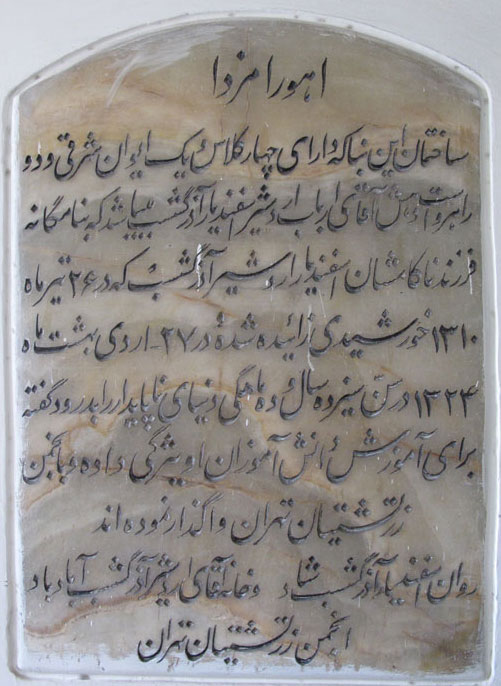
سنگ نوشته ساخنمان اسفندیار مربوط به سال ۱۳۲۴
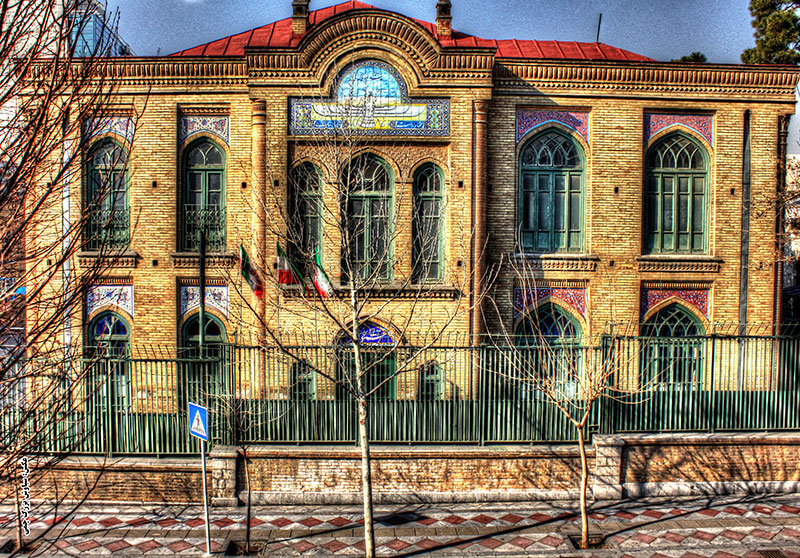
نمای روبرو از دبیرستان ماندگار فیروزبهرام
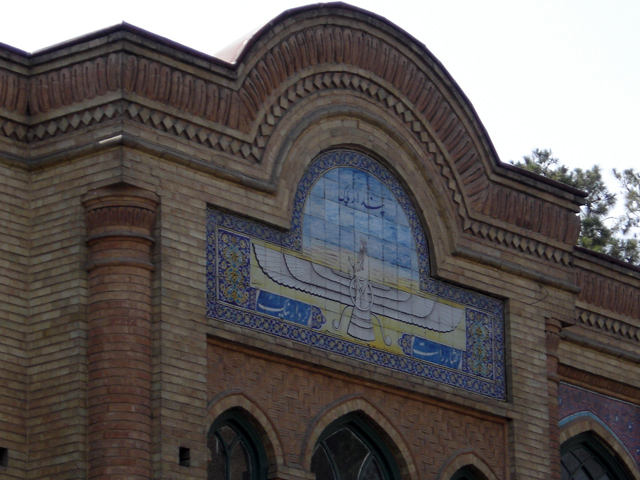
سر در ورودی دبیرستان فیروزبهرام
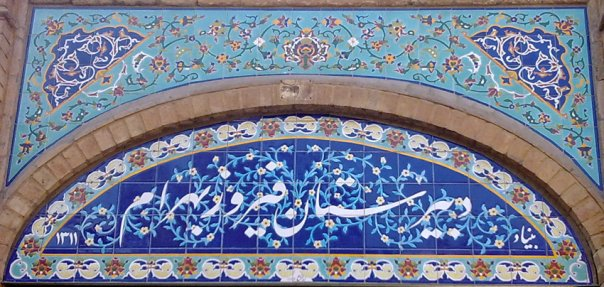
سر در ورودی دبیرستان فیروزبهرام
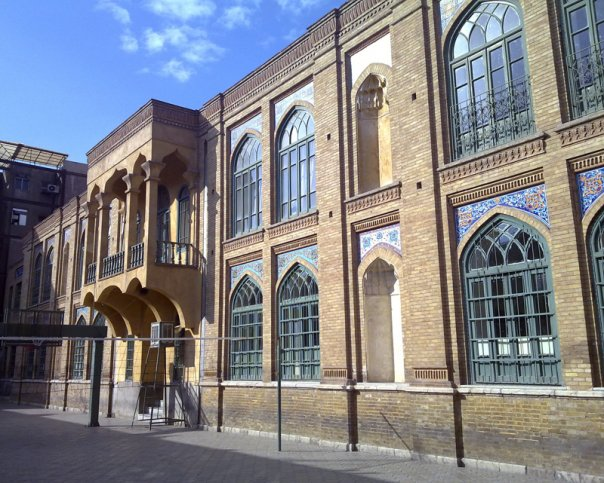